# باری کالبه
باری کالبه (انگلیسی: Barry Callebaut) شرکت صنایع غذایی سوئیسی است، که در سال ۱۹۹۶ تأسیس شد.